# Франко-нідерландські відносини
Французько-голландські відносини стосуються міждержавних та двосторонніх відносин між Францією та Нідерландами. Дві країни, зокрема, поділяють Карибський острів Сен-Мартен, північна частина острова є французькою заморською колективністю, відомою як Колективність Сен-Мартіна, а південна є самоврядною територією з розширеною автономією (у складі Нідерландів) і називається Сінт Маартен. Відносини між двома країнами датуються XVII-XVIII століттям, коли конфлікт призвів до перетворення Республікb Об'єднаних провінцій Нідерландів в Батавійську Республіку і, зрештою, в Голландське королівство. Зараз дві країни користуються тісними культурними та економічними відносинами. Обидві країни є членами ОЕСР, а також членами-засновниками Європейського Союзу, НАТО та Організації Об'єднаних Націй.

## Історія
З 1560-х, Франція і голландська Республіки вважали себе союзниками до 1668, коли Голландська Республіка утворила Троїстий союз з Королівством Англії та Шведської імперії, щоб повстати проти Людовика XIV та експансії Франції у Деволюційній війні (1667—1668 рр). на підтримку Іспанської імперії, де Франція показала себе як найсильніша нація в Європі. Відчуваючи зраду Нідерландської Республіки, Луї усвідомив, що Нідерланди будуть перешкоджати Франції в завоюванні Іспанських Нідерландів.
У 1672 Луї вдалося переконати Королівство Англії та Шведську імперію боротися проти Нідерландської республіки, оскільки Луї погодився фінансово підтримати Англію. Англія вже воювала в двох війнах проти Нідерландської імперії (Перша і Друга англо-голландські війни в 1652—1654 і 1665—1667, відповідно) до їх погодження в Потрійному союзі.

### Франко-голландська війна
У франко-голландська війна відбуася в 1672—1678 роках, незабаром після того, як Королівство Англія та Шведська імперія зрадили Голландську Республіку і підтримали Францію, розформувавши Троїстий союз. 1672 р. вважається голландцями як «роком катастрофи» (Rampjaar).
Підтримуючи Іспанську імперію, до Нідерландської республіки приєдналось Бранденбурзьке маркграфство та Священна Римська імперія, а французька армія розширила свій союз з князями-єпископами Мюнстера та Кельна. До приходу французької армії в Рейн Англія оголосила свою третю «навігаційну війну» щодо Нідерландської республіки (Третя англо-голландська війна) у спробі військово-морського нападу, але зусилля були зірвані голландським адміралом Міхелем де Руйтером. До червня 1672 р. Франція створила укріплення в межах Рейну, включаючи Рейнберг, Везель і Утрехт, а Мюнстерани почали атакувати північ, особливо на Гронінген. Наступного місяця Вільям із Нассау (пізніше Вільгельм III) був визнаний державником. Після прибуття до регіону Нижній Рейн французька армія почала відступати після того, як побачила Імператорську та Бранденбурзьку армію. До грудня голландці змогли звільнити ряд окупованих територій на півночі після того, як французи відступили під час перетину голландської Водної лінії. Однак наприкінці 1673 року французькій армії вдалося захопити Бонн. У лютому 1674 р. Королівство Англія та Нідерландська імперія разом з єпископами-князями Мюнстера та Кельна підписали Вестмінстерський договір, який припинив Третю англо-голландську війну. У серпні 1674 р. Голландсько-німецько-іспанська армія вступила на територію північної Франції під командуванням Вільгельма III Оранського, де їх зустріла французька армія, якою командував Людовік II де Конде. У Сенеффе, Конде заблокував голландсько-німецько-іспанську армію, відрядивши близько 500 вершників, щоб утримувати голландський авангард, оточуючи голландсько-німецько-іспанську армію до тактичної перемоги французів. Це стало відомим як Битва при Сенефі. У 1675 р. Шведська армія вторглась у Бранденбург. У березні 1678 р. Французька армія вступила в Іспанську Нідерланди і обложила Гент.
Пізніше того ж року до 1679, між Францією, Нідерландською республікою, Священною Римською імперією, Іспанською імперією, князем-єпископством Мюнстера та Шведською імперією був підписаний Німвегенський договір, який закінчив франко-голландську війну з Франш-Конте та Іспанськими Нідерландами, що належать Франції роблячи їх найсильнішою державою Європи. Війна спричинила суперництво між Вільгельмом III, який згодом підкорив Англію як частину Славної революції, та Людовиком XIV, який посилився в наступній дев'ятирічній війні (1688–97) та війні за іспанську спадщину (1701–14), в обох Голландська Республіка підтримувала коаліцію проти Королівства Франція. На жаль для Голландської Республіки, війна також призвела до падіння домінування республіки в закордонній торгівлі.

## Колективність кордону Сен-Мартен— Сінт-Маартен

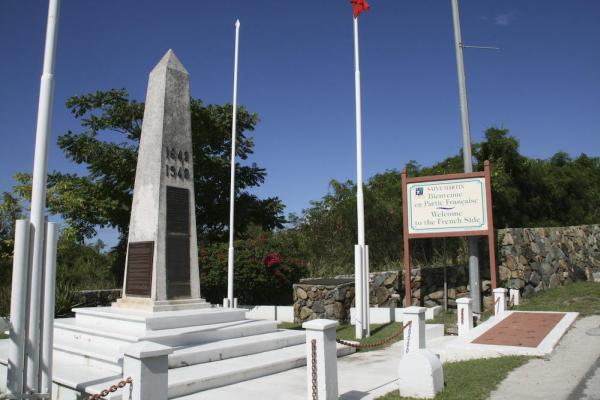
Перетин кордону між французькою колективністю Сен-Мартен та голландським Сінт-Маартеном на острові Сен-Мартен.

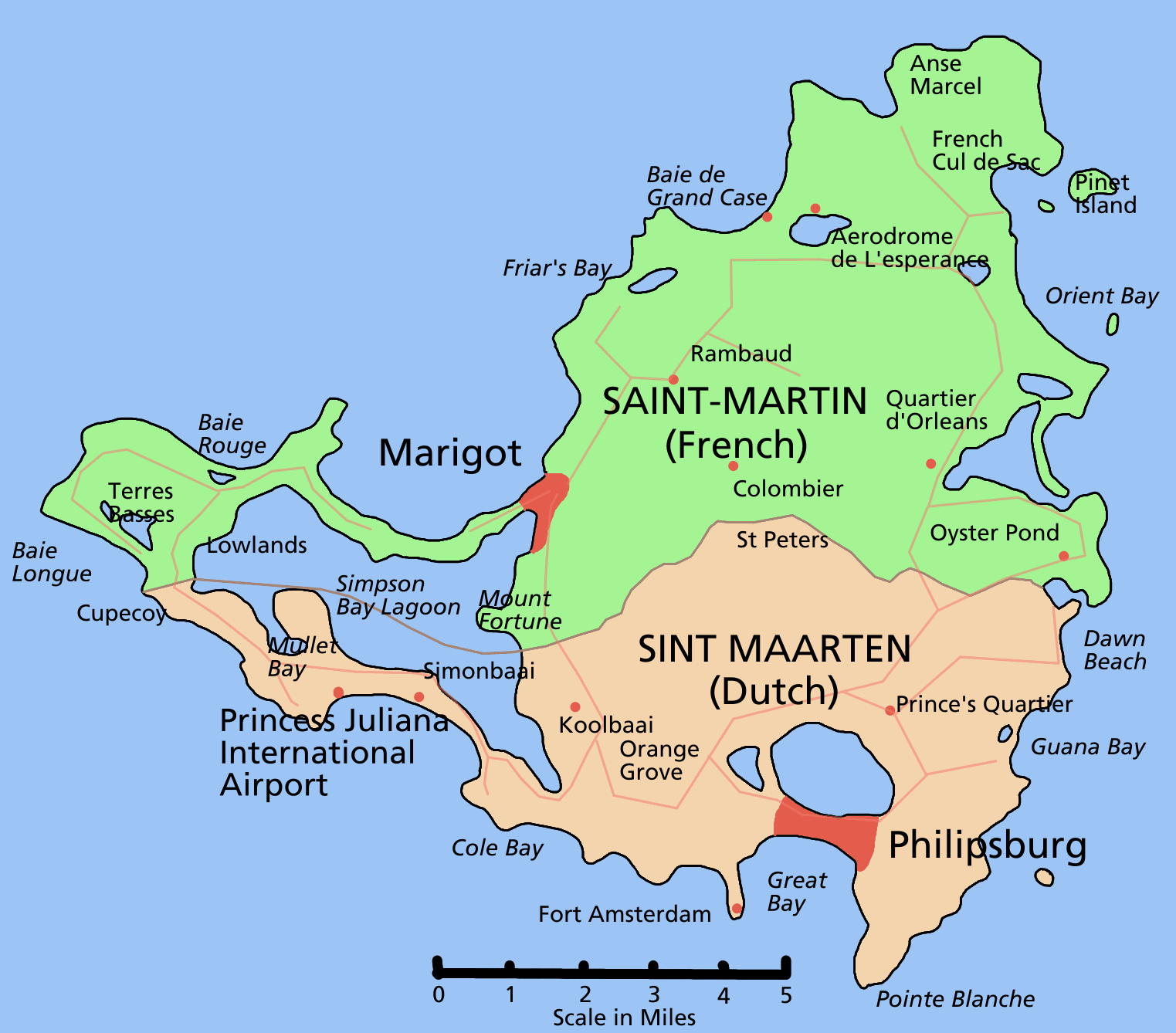
Карта Сен-Мартен, що показує голландську та французьку частини.

23 березня 1648 р. Французьке Королівство та Нідерландська Республіка підписали Договір Конкордії на горі Конкордія, в якому обидва погодилися розділити острів Сен-Мартен на власні території — Французьке королівство, що володіє північною частиною острова, і Голландська Республіка, що володіє південною частиною острова.
17 травня 1994 р. Французька Республіка та Королівство Нідерландів підписали франко-голландський договір про прикордонний контроль Сен-Мартен у Парижі, спрямований на покращення прикордонного контролю в двох аеропортах на Сен-Мартен, а саме в міжнародному аеропорту принцеси Юліани в Голландії Сінт Маартен та аеропорт L'Espérance у французькій колективності Сен-Мартен. Договір був ратифікований 1 серпня 2007 року. Серед положень договору — вимога щодо отримання візи або дозволу на посадку на обох частинах, якщо іноземець відвідує острів Сен-Мартен. Однак положення не виконуються. Станом на 1 січня 2009 року населення Сен-Мартіна становило 77 741 житель — 40 917 мешкають на голландській частині Сінт-Маартені і 36 824 проживають на французькій половині Сен-Мартен.

## Економічні відносини
Франція є четвертим за величиною інвестором Нідерландів, третім за величиною експортером та шостим найбільшим постачальником, а Нідерланди в свою чергу є сьомим за величиною експортером та четвертим найбільшим імпортером у Франції. За даними Міністерства закордонних справ та міжнародного розвитку Франції, близько 400 французьких компаній у галузях сфери послуг, металургії та сільського господарства підтримують діяльність в Нідерландах, включаючи AccorHotels, Air France — KLM, Atos, Capgemini, Engie, Saint-Gobain, Sodexo, Thales Group і Total SA. Франція та Нідерланди домовилися встановити синергію для подальшого розширення двостороннього співробітництва між економіками країн, зокрема злиття Air France — KLM (Air France та KLM) у 2004 році та поглинання Numico компанією Danone у 2007 році. Міністерство також заявило, що між 1993 та 2008 роками голландські компанії, що ведуть діяльність у Франції, включаючи AkzoNobel, DSM, DSV, Heineken International, Royal Dutch Shell, Philips, SHV Holdings, TNT Express та Vopak, сприяли створенню 15 000 робочих місць у країна.

## Культурне та наукове співробітництво
Починаючи з 1957 року до свого закриття в 2013 році, Інститут Неерланде в Парижі пропагував голландське мистецтво і культуру і був одним з найстаріших культурних центрів міста. Його побратим, Інститут Франсуа, має філії в Амстердамі та Гронінгені, які пропагують французьке мистецтво та культуру. Ряд французьких науково-дослідних інститутів, у тому числі Національний центр національної наукової науки, Інститут національної агрономіки, IFREMER та Французький інститут охорони здоров'я та медичних досліджень, підписали угоди з голландськими науково-дослідними інститутами для розширення можливостей спільної роботи. Міністерство закордонних справ та міжнародного розвитку Франції також заявило, що французька правова культура просувається в Міжнародному суді в Гаазі.

## Наркотична боротьба
За даними Міністерства закордонних справ та міжнародного розвитку Франції, Франція та Нідерланди співпрацюють між собою у питаннях заборони наркотиків з 1995 року, завдяки керівництву двосторонньої групи високого рівня. Дві країни проводять щорічні зустрічі в Гаазі та Парижі.

## Державні візити
Президент Франції Франсуа Олланд відвідав Нідерланди 20 січня 2014 року, де він зустрівся з королем Віллемом-Олександром, королевою Максимою та прем'єр-міністром Марком Рутте. Він також зустрівся з Палатою представників та Сенатом, де звернувся до дипломатичних та політичних зв'язків між двома країнами.

## Дипломатичні місії

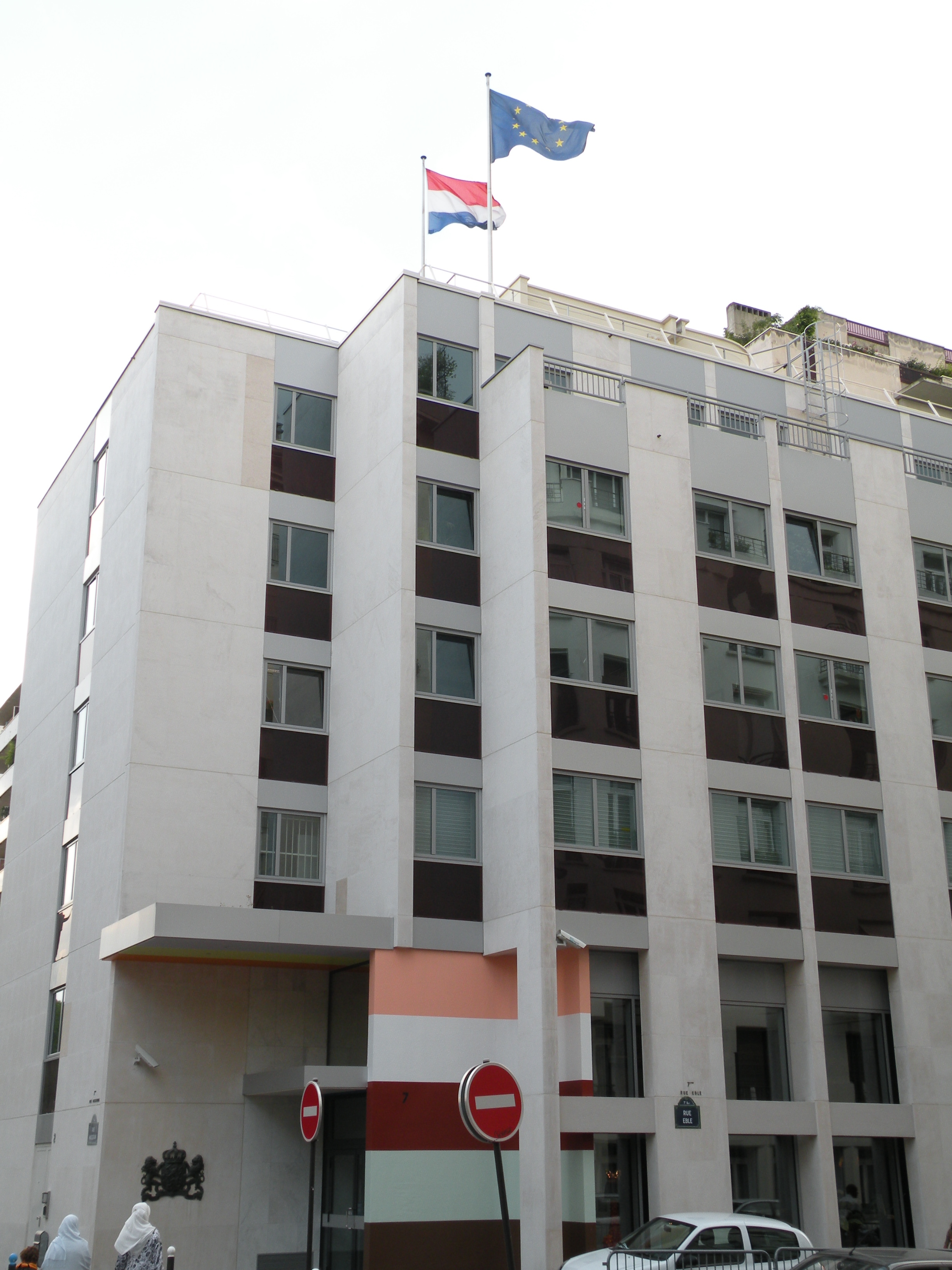
Посольство Нідерландів у Парижі.

Франція підтримує зв"язок посольства в Гаазі з консульствами в Амстердамі, Гронінгені, Маастріхті, Мідделбурзі, Роттердамі, Хертогенбоші та Утрехті. Нідерланди підтримують зв'язок посольства в Парижі з консульствами в Аяччо, Бордо, Бресті, Кале, Ле Гаврі, Ліллі, Ліоні, Марселі, Монпельє, Ніцці, Страсбурзі та Тулузі.

## Дивитися також
- Зовнішня політика Франції
- Міжнародні відносини Нідерландів